# Trilha Ho Chi Minh

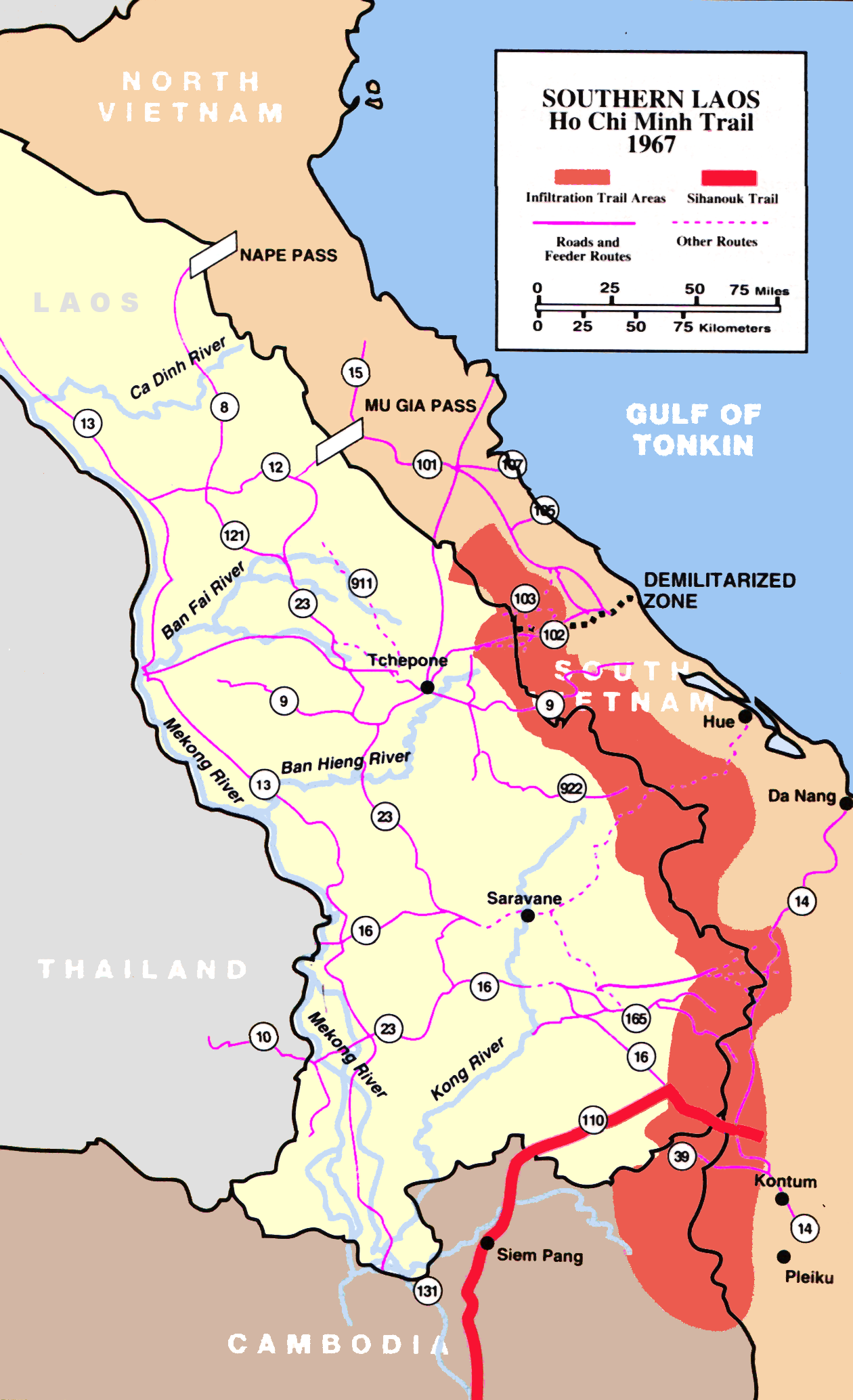
Thilha Hochi Minh (1967).

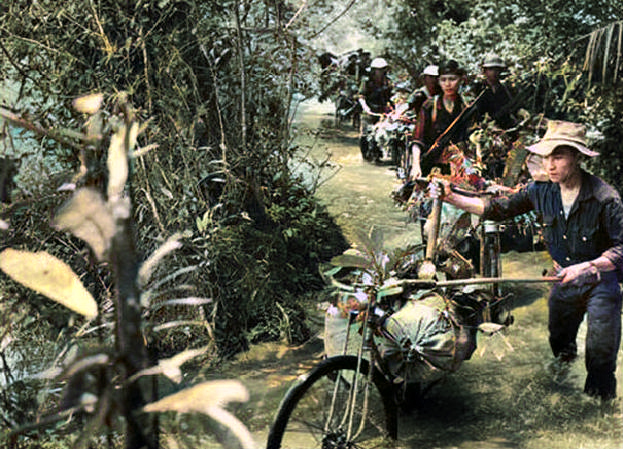
Vietnamitas transportando suprimentos pela trilha.

Trilha Ho Chi Minh foi uma rede de caminhos e trilhas que serviam como ligação logística entre a República Democrática do Vietnã (Vietnã do Norte) a República do Vietnã (Vietnã do Sul) passando pelo Laos e Cambodja durante a Guerra do Vietnã.
Durante o conflito foram despejadas 2,4 milhões de toneladas de bombas sobre essa trilha, quase o dobro de bombas que a Força Aérea dos Estados Unidos despejou sobre a Alemanha durante a Segunda Guerra Mundial.
A trilha teve a finalidade de abastecer o exercito comunista sem que houvesse confrontos desnecessários. De acordo com o National Security Agency dos Estados Unidos, o sistema foi uma das grandes conquistas da engenharia militar do século XX.
Hồ Chí Minh (1890-1969) cujo nome é associado à trilha foi um revolucionário e estadista vietnamita.

## Origens (1959-1965)
Parte do que se tornou a trilha, já existia há séculos como caminhos primitivos que facilitavam o comércio na região. A área pela qual o sistema serpenteava era entre as mais desafiadoras no Sudeste da Ásia: a região era pouco povoada, com montanhas escarpadas e densas florestas primárias. Durante a Primeira Guerra da Indochina o Viet Minh mantinha sua comunicação entre o norte e o sul utilizando este sistema de trilhas e caminhos.
Em 1959, foi criado o  Grupo de Transporte 559, sob o comando do coronel (mais tarde General) Võ Bẩm para melhorar e manter o sistema de transporte para suprir a revolta contra o governo sul-vietnamita. Originalmente, os esforços dos norte-vietnamitas se concentravam na infiltração através e imediatamente abaixo da zona desmilitarizada que separava os dois Vietnãs.